# Тар'яник Василь Петрович

Робочий момент кінозйомок. Полісангінська ущелина на Памірі. 1939 р. В. П. Тар'яник ліворуч.

Тар'яник Василь Петрович (нар. 9 червня 1908 р., на ст. Софіївка — сьогодні м. Вільнянськ, Запорізької обл. — пом. 20 грудня 1989 р., м. Москва) — кінорежисер, працював у жанрі хронікально-навчальних та наукових фільмів. Брат відомої української актриси Хом'як Катерини Петрівни.

## Біографія
Народився поблизу м. Олександрівська (Запоріжжя) на станції Софіївка (нині м. Вільнянськ). Сім'я: Батько — Тар'яник Петро Семенович (1884—1945) — майстер-металіст, родом з Харківщини, мати — Тар'яник (до шлюбу Кравченко) Настя Сергіївна (1888—1959), родом із с. Кривобокове що на Запоріжчині, домогосподарка, нагороджена орденом як мати-героїня (мала 8 дітей).
Закінчив у Софіївці чотирирічну школу засновану Генріхом Нейфельдом.
Навчався режисерської справи у Москві. Залишився там працювати. Створив серію навчальних та наукових фільмів. Зйомки провадив у багатьох містах СРСР, зокрема на Камчатці, у Середній Азії, на Памірі, в Україні, у Москві, а також в інших країнах, зокрема, Індії та ін.
У фільмі «Хочу жить» (режисер: Олександр Литвинов, Виробництво «Москинокомбинат», 1934 р.) Василь Тар'яник зіграв роль Рищука, ветеринара. Фільм — про класову боротьбу на Чукотці.

## З фільмотеки В.П.Тар'яника
Фільмотека В. П. Тарьяника включає близько 20 фільмів. Окремі з них:
- «Из истории русской письменности» — «Школфильм» 1967 р.[2][3][4]
- "Воссоединение Украины с Россией " — «Школфильм» 1956 р.[2][5]
- «Крестьянская война под предводительством Степана Разина» — «Школфильм» 1966 р.[2]